# Осмонов, Алибек Осмонович
Алибек Осмонович Осмонов (род. 7 ноября 1996, Талас) — киргизский борец вольного стиля, серебряный призёр Игр исламской солидарности 2017 года в Баку (Азербайджан), бронзовый призёр Межконтинентального кубка 2019 года в Хасавюрте, бронзовый призёр чемпионата мира 2021 года в Осло (Норвегия).
Выступал в весовых категориях до 61 и до 65 кг. На чемпионате мира в Осло Осмонов последовательно победил француза Марвина Еззу, бразильца Маркоса Сиквейру, украинца Василия Шуптара и пробился в полуфинал, где уступил иранцу Амиру Мохаммеду Яздани. В утешительной схватке Осмонов победил поляка Криштофа Бенковского и стал бронзовым призёром чемпионата.